# ニシキテグリ
ニシキテグリ (Synchiropus splendidus) は、スズキ目ネズッポ科の海水魚。鮮やかな体色のため、熱帯魚としてアクアリウムにおいて人気がある。英名はMandarinfish。

## 分布
ニシキテグリの分布域は、琉球諸島からオーストラリアにかけての太平洋と考えられている。珊瑚礁帯に生息する。

## 分類
ニシキテグリは、1927年にフィリピンで研究をしていた魚類学者、アルバート・ウィリアム・ヘレ(en)によって、ネズッポ属に分類される種 Callionymus splendidus として記載された。のちにコウワンテグリ属に分類が改められ、学名は Synchiropus splendidus となった。属名の Synchiropus は、古代ギリシャ語で「手のような足を持った」（syn-, 英語の "with" + -chiropus, 英語の "hand-foot"）を意味する。種小名の splendidus は、ラテン語で「素晴らしい、豪華な」（英語の splendid に相当）を意味する。
ニシキテグリが所属するコウワンテグリ属は、スズキ目ネズッポ亜目ネズッポ科に属し、10亜属51種が所属するとされている。ニシキテグリは、スポッテッドマンダリンフィッシュ (S. picturatus) などと同じコウワンテグリ亜属（または独立のニシキテグリ亜属）に属する。また分類方法によっては、独立した属であるニシキテグリ属 (Pterosynchiropus) に分類することもある。

## 名称
和名のニシキテグリは、漢字で表記すると「錦手繰」である。「錦」は体色が鮮やかな様子に由来し、「手繰」は底引き網（手繰り網）によくかかることに由来すると考えられている。
英名は「Mandarinfish」だが、これはニシキテグリの体色が、清朝時代の官僚であるマンダリンの色鮮やかな衣装を想起させることに由来する。他に Mandarin goby, Green mandarin, Striped mandarinfish, Striped dragonet, Green dragonet, Psychedelic mandarinfishなどといった英語表記がある。またケツギョも英語で mandarin fish というが、分類的には近縁ではない。

## 形態
全長は5-7.5cm程度。体色には青色や金緑色が混ざり、帯模様や斑点など不規則な模様を持つ。第一背びれには長い棘があり、第二背びれには金緑色の斑点がある。
ニシキテグリは、青色色素によって青い体色を呈するごく限られた動物である。本種から初めて確認された青色を呈する色素胞は青色素胞 (Cyanopore)と名づけられ、本種のほかには同属のスポッテッドマンダリンフィッシュでしか確認されていない。他の変温動物の青い体色は色素由来ではなく、薄いプリン結晶の重なりによる薄膜の干渉作用によるものが主であると考えられている。

## 生態

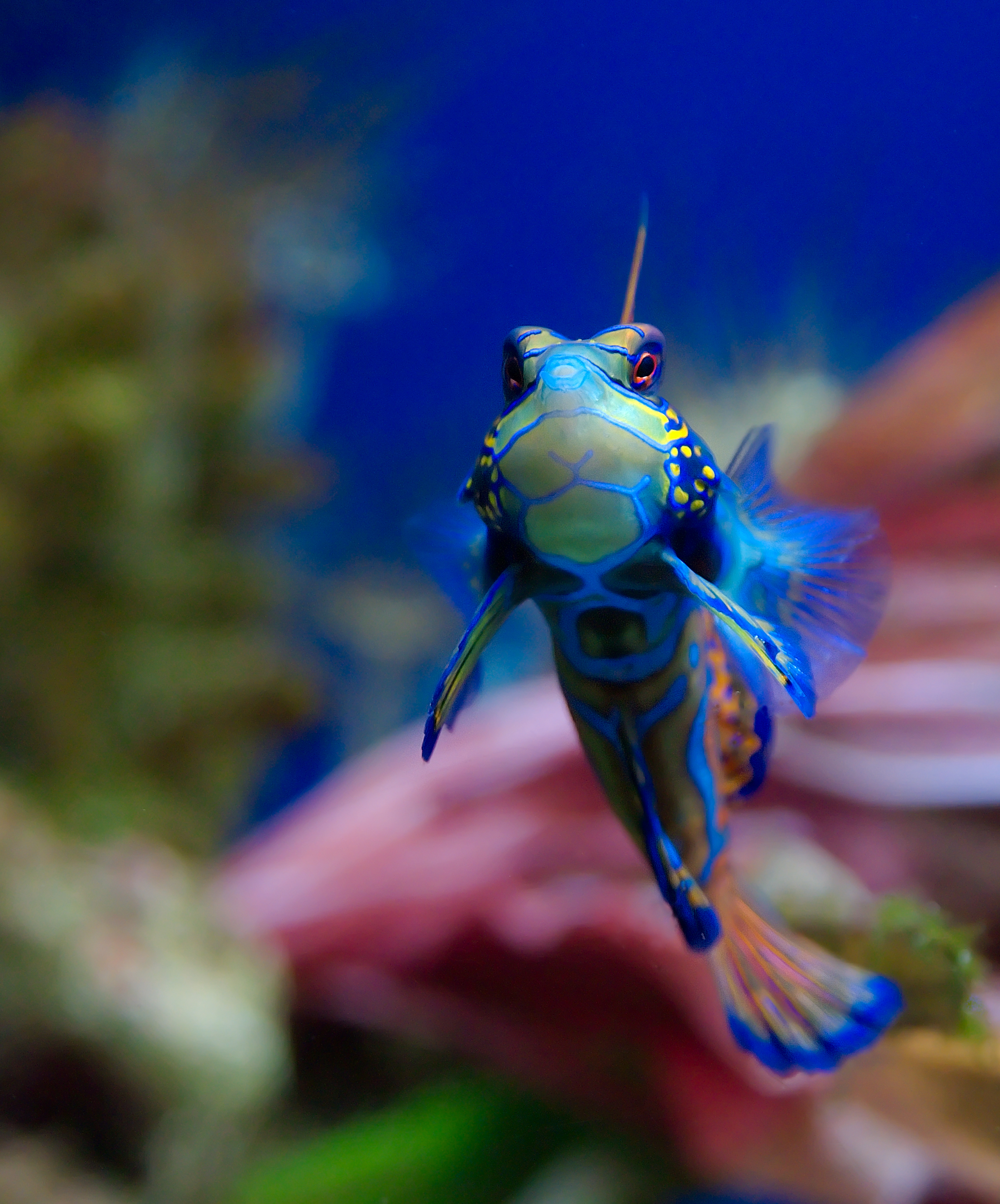
正面から見たニシキテグリ

ニシキテグリは珊瑚礁帯に生息し、特に礁湖や沿岸の珊瑚礁帯などを好む。泳ぎは遅いが、海底近くで採餌することや、体の小ささのため、発見はそれほど容易ではない。甲殻類やさまざまな無脊椎動物を餌としている。
ニシキテグリの腸内を分析した Sadovy et al. (2001) の調査によると、ニシキテグリの餌はカイアシ類に所属するハルパクチクス目の各種や、ゴカイなどの多毛類、小型の貝類, ヨコエビ、魚の卵、貝虫などである。
自然界での繁殖行動は、他のネズッポの仲間と同様、日没時の時間帯に行われる。オスが胸鰭にメスを乗せ、住処であるサンゴから徐々に上昇し、メスの産卵にあわせて精子をかけて、卵を海中に産み放つ。この産卵行動を観察するためのノウハウを蓄積してスクーバダイビングで観察・水中撮影をさせるサービスもある。

## 人間との関係
鮮やかな体色のため、観賞用の熱帯魚として人気が高いが、飼育は難しめであるとされる。その理由の一つとして餌付けの難しさがあり、生きた端脚類やカイアシ類しか食べないこともある。しかし個体によっては、人工の餌になれることもある。
またニシキテグリは、1987年に発行されたラオスの39キープ切手や、1993年に発行されたミクロネシア連邦の40セント切手の額面に描かれている